# Sgoldstino
Un sgoldstino es cualquiera de los supercompañeros con espín-0 del goldstino en teorías de campo cuánticas relativistas con supersimetria espontáneamente rota. El término sgoldstino fue utilizado por primera vez en 1998.
En 2016, Petersson y Torre hipotetizaron que una partícula de sgoldstino podría ser responsable por el hasta ahora inexplicado exceso observado de 750 GeV de difoton por los experimentos del Gran colisionador de hadrones .